# EPN1
EPN1‏ (Epsin 1) هوَ بروتين يُشَفر بواسطة جين EPN1 في الإنسان.